# Felix Bastians
Felix Bastians (Bochum, 9 maggio 1988) è un calciatore tedesco, difensore del Jan Wellem 05.

## Palmarès

### Club

#### Competizioni nazionali
- Campionato tedesco di seconda divisione: 1

Hertha Berlino: 2012-2013